# Грієр (прізвище)
Грієр (також Грієрсон та подібне; англ. Grier) — прізвище та особисте ім'я шотландського походження, що, ймовірно, походить від шотландської форми імені Грегорі (див. статті про ім'я Грегорі та прізвище Грегорі).
- Роберт Купер Грієр (1794—1870) — американський юрист, суддя Верховного суду США, відомий справами, пов'язаними зі скасуванням рабства
- Еліза Енн Грієр (1864—1902) — американська лікарка; перша афроамериканка, що отримала дозвіл на медичну практику в південному штаті Джорджія
- Пем Грієр (Памела Сюзетт Грієр, 1949) — американська акторка і співачка, «перша кінозірка Квентіна Тарантіно»[3], номінантка «Еммі», «Золотого глобуса» та інших премій
- Девід Алан Грієр (1956) — американський театральний актор, номінант премії «Тоні» 1982 року
- Девід Грієр (1961) — американський гітарист, один із провідних майстрів плектра

- Майк Грієр (1975) — американський хокеїст
- Меган Гіні-Грієр (1977) — американська каскадерка, акторка, фотомодель, телеведуча, фридайверка
- Неш Грієр (1997) — американській відеоблогер, що здобув популярність завдяки своїм відео в застосунку Vine
- Гейс Грієр (2000) — американській відеоблогер, що здобув популярність завдяки своїм відео в застосунку Vine

Також
- Грієр-Сіті — місто у штаті Пенсільванія
- 7807 Ґрієр — астероїд головного поясу, відкритий 30 вересня 1975 року